# 若望一世 (阿凡斯內)
若望一世（1218年5月1日—1257年12月24日），阿凡斯內的布夏德與佛蘭德女伯爵瑪格麗特二世的長子。

## 家庭
1246年，若望一世與荷蘭的阿萊德結婚，兩人共有三個兒子：
1. 若望一世（1247年—1304年），埃諾伯爵
2. 居伊（英语：Guy of Avesnes）（約1253年—1317年），烏特勒支大主教
3. 佛洛倫（英语：Florent of Hainaut）（約1255年—1297年），亞該亞親王